# Cyrus Durey

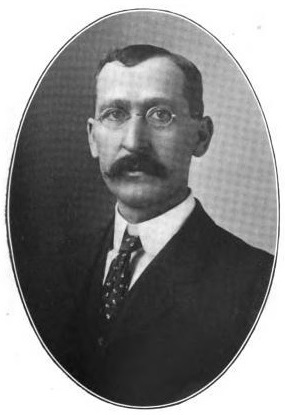
Cyrus Durey

Cyrus Durey (* 16. Mai 1864 in Caroga, New York; † 4. Januar 1933 in Albany, New York) war ein US-amerikanischer Politiker. Zwischen 1907 und 1911 vertrat er den Bundesstaat New York im US-Repräsentantenhaus.

## Werdegang
Cyrus Durey wurde während des Bürgerkrieges im Fulton County geboren. Er besuchte Gemeinschaftsschulen und die Johnstown Academy. Danach arbeitete er als Supervisor’s Clerk. Er war 1889 und 1890 Supervisor in Caroga. Dann ging er Bauholz- und Immobiliengeschäften nach. Am 19. August 1898 wurde er zum Postmeister von Johnstown ernannt – ein Posten, den er bis zum 28. Februar 1907 innehatte. Politisch gehörte er der Republikanischen Partei an. Zwischen 1904 und 1906 war er Mitglied im Republikan State Committee.
Bei den Kongresswahlen des Jahres 1906 für den 60. Kongress wurde Durey im 25. Wahlbezirk von New York in das US-Repräsentantenhaus in Washington, D.C. gewählt, wo er am 4. März 1907 die Nachfolge von Lucius Littauer antrat. Er wurde einmal wiedergewählt. 1910 kandidierte er erfolglos für den 62. Kongress und schied dann nach dem 3. März 1911 aus dem Kongress aus.
Am 20. März 1911 wurde er zum Collector of Internal Revenue im 14. Distrikt von New York ernannt – ein Posten, den er bis zum 30. September 1914 innehatte. Er nahm 1912 und 1920 als Delegierter an den Republican National Conventions teil. Am 30. September 1921 wurde er erneut zum Collector of Internal Revenue ernannt. Er bekleidete den Posten bis zu seinem Tod am 4. Januar 1933 in Albany. Sein Leichnam wurde dann auf dem North Bush Cemetery bei Johnstown beigesetzt.